# Enquin-lez-Guinegatte
Enquin-lez-Guinegatte es una comuna nueva francesa situada en el departamento de Paso de Calais, de la región de Alta Francia.

## Historia
Fue creada el 1 de enero de 2017, en aplicación de una resolución del prefecto de Paso de Calais de 30 de junio de 2016 con la unión de las comunas de Enguinegatte y Enquin-les-Mines, pasando a estar el ayuntamiento en la antigua comuna de Enguinegatte.

## Demografía
| Gráfica de evolución demográfica de Enquin-lez-Guinegatte entre 1800 y 2013 |
|                                                                             |

Los datos entre 1800 y 2013 son el resultado de sumar los parciales de las dos comunas que forman la nueva comuna de Enquin-lez-Guinegatte, cuyos datos se han cogido de 1800 a 1999, para las comunas de Enguinegatte y Enquin-les-Mines de la página francesa EHESS/Cassini. Los demás datos se han cogido de la página del INSEE.

## Composición
| Comuna delegada  | Código INSEE | Población (2013) | Superficie (km²) | Densidad (hab./km²) |
| ---------------- | ------------ | ---------------- | ---------------- | ------------------- |
| Enguinegatte     | 62294        | 465              | 8.92             | 52                  |
| Enquin-les-Mines | 62295        | 1141             | 11.10            | 203                 |